# Ložín
Ložín (in ungherese Lazony) è un comune della Slovacchia facente parte del distretto di Michalovce, nella regione di Košice.